# Manfred Fürst
Manfred Fürst (* 15. April 1895 in Danzig, Deutsches Reich; † 20. August 1973 in München) war ein deutscher Schauspieler.

## Leben

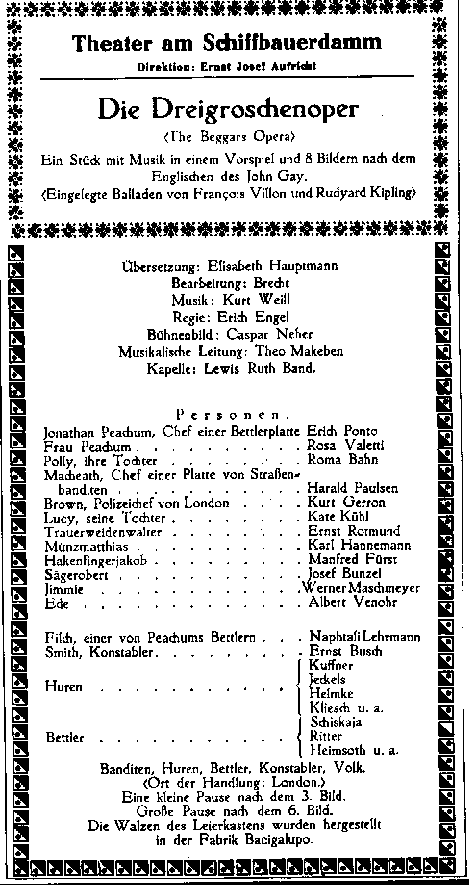
Fürst als Hakenfingerjakob bei der Uraufführung 1928

Fürst trat seit 1913 als Schauspieler in Trier, Wismar, Göttingen, Berlin und Hamburg auf. Von 1919 bis 1933 war er in Berlin an verschiedenen Bühnen engagiert, unter anderem wirkte er 1928 bei der Erstaufführung von Bertolt Brechts und Kurt Weills Dreigroschenoper im Theater am Schiffbauerdamm als Hakenfinger-Jakob mit.
1933 emigrierte er nach Paris und produzierte dort Aufführungen mit deutschsprachigen Emigranten. 1939 ging er nach Großbritannien und wurde Mitglied des Ensembles des Little Theatre in London. Fürst arbeitete bei Serien wie We Fight Back mit und spielte 1940 in den USA. 1941 ging er nach Hollywood und war später als Theateragent tätig.
1955 kehrte er nach Deutschland zurück und lebte bis 1957 in München. Von 1957 bis 1961 betrieb Fürst eine Filmagentur in West-Berlin, von 1961 bis 1963 hielt er sich in Buxtehude auf. Dann ging er wieder nach München und übernahm 1964/65 kleinere Rollen am Residenztheater, an den Münchner Kammerspielen sowie in Radio- und Fernsehproduktionen.

## Filmografie
- 1931: Tropennächte
- 1948: The Vicious Circle
- 1949: Der Spieler (The Great Sinner)
- 1955: Cradle Song
- 1955: The Hammer and the Sword
- 1961: Frage 7 (Question 7)
- 1964: Die Geschichte von Joel Brand
- 1964: Tod um die Ecke
- 1965: Das Kriminalmuseum – Der Ring
- 1965: Das Kriminalmuseum – Der Koffer
- 1966: Das Kriminalmuseum – Das Etikett
- 1966: Oberst Chabert
- 1966: Kostenpflichtig zum Tode verurteilt
- 1966: Standgericht
- 1966: Hafenpolizei – Abenteuer am Sonnabend
- 1967: Familie Hansen: Mit Mathilde leben
- 1967: Das Kriminalmuseum – Die Reisetasche
- 1967: Von Null Uhr Eins bis Mitternacht – Der abenteuerliche Urlaub des Mark Lissen: Die kranke Miss Mabel
- 1967: Philadelphia, ich bin da!
- 1967: Es bleibt unter uns
- 1968: Graf Yoster gibt sich die Ehre – Cosmos Oil 128 bezahlt
- 1968: Die seltsamen Methoden des Franz Josef Wanninger – Skatbrüder
- 1968: Wie ein Hirschberger Dänisch lernte
- 1969: Das Trauerspiel von Julius Caesar
- 1972: Vier gegen das britische Pfund
- 1973: Ludwig II. (Ludwig)

## Hörspiele
- 1929: Friedrich Wolf: SOS … rao rao … Foyn – „Krassin“ rettet „Italia“ (Trojani) – Regie: Alfred Braun (Hörspiel – RRG)